# Auburn (Nebraska)
Auburn é uma cidade localizada no estado americano de Nebraska, no Condado de Nemaha.

## Demografia
Segundo o censo americano de 2000, a sua população era de 3350 habitantes. 
Em 2006, foi estimada uma população de 3226, um decréscimo de 124 (-3.7%).

## Geografia
De acordo com o United States Census Bureau, a localidade tem uma área de 4,0 km², sem área coberta por água. Auburn localiza-se a aproximadamente 318 m acima do nível do mar.

## Localidades na vizinhança
O diagrama seguinte representa as localidades num raio de 16 km ao redor de Auburn. 